# Comte de Northumberland
Pour l’article homonyme, voir Comte de Northumbrie.
Le titre de comte de Northumberland a été créé plusieurs fois dans la pairie d'Angleterre et de Grande-Bretagne. Ses porteurs les plus célèbres furent de la Maison Percy, qui furent les nobles les plus puissants du nord de l'Angleterre pendant la majeure partie du Moyen Âge. 
Il y eut des comtes de Northumberland au début de l'ère normande et pendant le règne d'Étienne d'Angleterre, mais ils sont dans la continuité du comté de Northumbrie.

## Première création (1377)
- 1377-1405  : Henry Percy (1341-1408).

Titre confisqué en 1405

## Première création relevée (1416)
- 1416-1455 : Henry Percy (1394-1455), petit-fils du précédent ;
- 1455-1461 : Henry Percy (1421-1461), fils du précédent.

Titre confisqué en 1461

## Deuxième création (1464)
- 1464-1470 : John Neville (1431-1471).

Titre rendu en 1470

## Première création relevée (1470)
- 1470-1489 : Henry Percy (1449-1489) ;
- 1489-1527 : Henry Percy (1478-1527), fils du précédent ;
- 1527-1537 : Henry Percy (1502-1537), fils du précédent.

Le titre s'éteint faute de descendant.

## Duc de Northumberland (1551)
- 1551-1553 : John Dudley (1504-1553) est fait 1er duc de Northumberland.

Titre confisqué en 1553

## Première création relevée (1557)
- 1557-1572 : Thomas Percy (1528-1572) ;
- 1572-1585 : Henry Percy (1532-1585), frère du précédent ;
- 1585-1632 : Henry Percy (1564-1632), fils du précédent ;
- 1632-1668 : Algernon Percy (1602-1668), fils du précédent ;
- 1668-1670 : Josceline Percy (1644-1670), fils du précédent.

Le titre s'éteint faute de descendant.

## Troisième création (1674)
- 1674-1716 : George Fitzroy (1665-1716), fait comte de Northumberland en 1674, devint 1er duc de Northumberland en 1678 ou 1683. Fils illégitime de Charles II et Barbara Palmer.

Le titre s'éteint faute de descendant.

## Première création relevée (1749)
- 1749-1750 : Algernon Seymour (1684-1750), 7e duc de Somerset, petit-fils de Josceline Percy, comte de Northumberland ;
- 1750-1789 : Hugh Percy († 1786). Devint 1er duc de Northumberland en 1766. Né Smithson, il prit le nom de Percy après son mariage avec la fille du précédent. Gendre du précédent. D'où succession jusqu'à nos jours.

Ensuite le titre est subsidiaire pour les ducs de Northumberland de la 1re création.